# Rāmīān (kommunhuvudort i Iran)
Rāmīān (persiska: راميان) är en kommunhuvudort i Iran.   Den ligger i provinsen Golestan, i den norra delen av landet, 400 km öster om huvudstaden Teheran. Rāmīān ligger 222 meter över havet och antalet invånare är 11 719.
Terrängen runt Rāmīān är varierad.Runt Rāmīān är det ganska tätbefolkat, med 65 invånare per kvadratkilometer. Närmaste större samhälle är Āzādshahr, 8,3 km norr om Rāmīān. I omgivningarna runt Rāmīān växer i huvudsak blandskog.